# Skamfila
Skamfilning är slitage genom gnidning. Termen är vanlig i sjöfart.
Vid fartygets rörelser uppstår ständigt skamfilning på tåg m.m., som ligger emot varandra eller mot något hårt föremål, varför man (på segelbåtar) på sådana ställen pålägger en klädsel av gammal segelduk, garn, mattor e.dyl.